# Gheorghe Baciu (senator)
Gheorghe Baciu (n. 4 aprilie 1949

) este un senator român, ales în 2016 pe listele PMP. Gheorghe Baciu este membru în grupurile parlamentare de prietenie cu Regatul Maroc, Australia și Republica Indonezia. 